# Тчите, Мохамед
Мохамме́д Гасана (Меме) Тчите́ (рунди , фр. и руанда Mohammed Gasana "Mémé" Tchité; 31 января 1984, Бужумбура, Бурунди) — бурундийский футболист, нападающий.

## Карьера
Тчите родился и вырос в городе Бужумбура, столице Бурунди, но его родители родом из соседних стран Руанды и Демократической Республики Конго.
Свою футбольную карьеру в родном клубе «Рейнджерс», позже в 2001 году он перешёл в футбольный клуб «Принс Луи», где и выиграл титул чемпиона Бурунди. В 2002 году переехал на родину отца в Руанду в футбольный клуб «Мукура Виктори», там он был замечен скаутами бельгийского «Стандарда».
В 2003 году Тчите прибыл в Льеж, где он на постоянной основе закрепился в основной команде, забив 21 гол в 58 матчах в течение трех лет проведённых в клубе. При подготовки к сезону 2004/05 он мог перейти в «Ювентус», но в конце концов остался в «Стандарде».
В сезоне 2006/07 он был продан в «Андерлехт». В первом же сезоне за новый клуб он стал не только чемпионом Бельгии и обладателем Суперкубка, но и лучшим бомбардиром, а также игроком года.
В 2010 году перешёл в «Стандард».